# Eckhard Lammert
Eckhard Lammert (Ratingen, 25 de abril de 1971) é um biólogo molecular e bioquímico alemão.

## Vida
Após estudar bioquímica e biologia molecular de 1990 a 1995 na Universidade de Hamburgo trabalhou no Centro de Pesquisa do Câncer da Alemanha (DKFZ) em Heidelberg. Em seguida trabalhou no Interfakultären Institut für Zellbiologie com Hans-Georg Rammensee e obteve um doutorado em biologia na Universidade de Tübingen. Trabalhou depois como investigador científico até 2002 com Douglas A. Melton na Universidade Harvard, Estados Unidos. Dirigiu de 2002 a 2008 um grupo de pesquisas no Max-Planck-Institut für molekulare Zellbiologie und Genetik (MPI-CBG) e obteve a habilitação em 2007 na Universidade Técnica de Dresden.
É desde 2008 professor diretor do Institut für Stoffwechselphysiologie da Universidade de Düsseldorf e também diretor do Institut für Betazellbiologie no Deutsches Diabetes-Zentrum.

## Publicações selecionadas
- Linda Lorenz, Jennifer Axnick, Tobias Buschmann, Carina Henning, Sofia Urner, Shentong Fang, Harri Nurmi, Nicole Eichhorst, Richard Holtmeier, Kálmán Bódis, Jong-Hee Hwang, Karsten Müssig, Daniel Eberhard, Jörg Stypmann, Oliver Kuss, Michael Roden, Kari Alitalo, Dieter Häussinger, Eckhard Lammert: Mechanosensing by β1 integrin induces angiocrine signals for liver growth and survival. In: Nature. 562, 2018, p. 128–132, PMID 30258227, 10.1038/s41586-018-0522-3.
- Jan Marquard, Silke Otter, Alena Welters, Alin Stirban, Annelie Fischer, Jan Eglinger, Diran Herebian, Olaf Kletke, Maša Skelin Klemen, Andraž Stožer, Stephan Wnendt, Lorenzo Piemonti, Martin Köhler, Jorge Ferrer, Bernard Thorens, Freimut Schliess, Marjan Slak Rupnik, Tim Heise, Per-Olof Berggren, Nikolaj Klöcker, Thomas Meissner, Ertan Mayatepek, Daniel Eberhard, Martin Kragl, Eckhard Lammert: Characterization of pancreatic NMDA receptors as possible drug targets for diabetes treatment. In: Nat Med. 21, 2015, p. 363–372, PMID 25774850, doi:10.1038/nm.3822.
- Boris Strilić, Tomáš Kučera, Jan Eglinger, Michael R. Hughes, Kelly M. McNagny, Sachiko Tsukita, Elisabetta Dejana, Napoleone Ferrara, Eckhard Lammert: The Molecular Basis of Vascular Lumen Formation in the Developing Mouse Aorta. In: Dev Cell. 17, 2009, p. 505–515, PMID 19853564, doi:10.1016/j.devcel.2009.08.011 (freier Volltext).
- E. Lammert: The vascular trigger of type II diabetes mellitus. In: Exp Clin Endocrinol Diabetes. 116, 2008, p. S21–S25, doi:10.1055/s-2008-1081487.
- I. Konstantinova, G. Nikolova, M. Ohara-Imaizumi, P. Meda, T. Kucera, K. Zarbalis, W. Wurst, S. Nagamatsu, E. Lammert: EphA-Ephrin-A-mediated beta cell communication regulates insulin secretion from pancreatic islets. In: Cell. 129, Nr. 2, 2007, p. 359–370, PMID 17448994, doi:10.1016/j.cell.2007.02.044 (freier Volltext).
- G. Nikolova, N. Jabs, I. Konstantinova, A. Domogatskaya, K. Tryggvason, L. Sorokin, R. Fässler, G. Gu, H. P. Gerber, N. Ferrara, D. A. Melton, E. Lammert: The vascular basement membrane: a niche for insulin gene expression and Beta cell proliferation. In: Dev Cell. 10, Nr. 3, 2006, p. 397–405, PMID 16516842, doi:10.1016/j.devcel.2006.01.015 (freier Volltext).
- E. Lammert, G. Gu, M. McLaughlin, D. Brown, R. Brekken, L. C. Murtaugh, H. P. Gerber, N. Ferrara, D. A. Melton: Role of VEGF-A in vascularization of pancreatic islets. In: Curr Biol. 13, Nr. 12, 2003, p. 1070–1074, PMID 12814555, doi:10.1016/S0960-9822(03)00378-6 (freier Volltext).
- E. Lammert, O. Cleaver, D. Melton: Induction of pancreatic differentiation by signals from blood vessels. In: Science. 294, Nr. 5542, 2001, p. 564–567, PMID 11577200, doi:10.1126/science.1064344 (freier Volltext).